# Italienische Fußballmeisterschaft 1921/22
Die Italienische Fußballmeisterschaft 1921/22 war die 21. italienische Fußballmeisterschaft, die von der Federazione Italiana Giuoco Calcio (FIGC) ausgetragen wurde. Italienischer Meister 1921/22 wurde US Novese. Parallel dazu fand noch eine andere Meisterschaft statt, die Prima Divisione 1921/22, veranstaltet von der Confederazione Calcistica Italiana (CCI). Diese gewann die SG Pro Vercelli. Später wurden die Gewinner beider Meisterschaften als italienische Fußballmeister 1921/22 anerkannt.

## Meisterschaft der FIGC

### 1. Runde

#### Ligurien
| Pl. | Verein                    | Sp. | S | U | N | Tore    | Punkte |
| --- | ------------------------- | --- | - | - | - | ------- | ------ |
| 1.  | SG Sampierdarenese        | 10  | 8 | 2 | 0 | 025:700 | 18     |
| 2.  | Speranza Savona           | 10  | 5 | 2 | 3 | 017:170 | 12     |
| 3.  | US Rivarolese             | 10  | 4 | 2 | 4 | 013:130 | 10     |
| 4.  | FS Sestrese Calcio 1919   | 10  | 3 | 2 | 5 | 017:130 | 08     |
| 5.  | SPES Genua                | 10  | 3 | 1 | 6 | 011:200 | 07     |
| 6.  | Giovani Calciatori Genova | 10  | 1 | 1 | 8 | 009:220 | 03     |

#### Piemont
| Pl. | Verein                        | Sp. | S | U | N  | Tore    | Punkte |
| --- | ----------------------------- | --- | - | - | -- | ------- | ------ |
| 1.  | US Novese                     | 10  | 8 | 2 | 0  | 020:100 | 18     |
| 2.  | US Torinese                   | 10  | 5 | 3 | 2  | 009:900 | 13     |
| 3.  | FC Pastore                    | 10  | 4 | 4 | 2  | 009:100 | 12     |
| 4.  | Valenzana Calcio              | 10  | 4 | 1 | 5  | 010:120 | 09     |
| 5.  | Giovani Calciatori Cappuccini | 10  | 3 | 2 | 5  | 008:140 | 08     |
| 6.  | AS Biellese                   | 10  | 0 | 0 | 10 | 000:100 | 0      |

#### Lombardei
| Pl. | Verein           | Sp. | S | U | N | Tore    | Punkte |
| --- | ---------------- | --- | - | - | - | ------- | ------ |
| 1.  | Esperia FC       | 6   | 4 | 1 | 1 | 011:600 | 09     |
| 2.  | US Cremonese     | 6   | 3 | 0 | 3 | 012:900 | 06     |
| 3.  | FC Como          | 6   | 2 | 1 | 3 | 007:800 | 05     |
| 4.  | Enotria Goliardo | 6   | 2 | 0 | 4 | 006:130 | 04     |

#### Venetien
| Pl. | Verein            | Sp. | S | U | N | Tore    | Punkte |
| --- | ----------------- | --- | - | - | - | ------- | ------ |
| 1.  | Petrarca Padova   | 10  | 6 | 2 | 2 | 016:140 | 14     |
| 2.  | Udinese Calcio    | 10  | 4 | 4 | 2 | 017:800 | 12     |
| 3.  | Bentegodi Verona  | 10  | 3 | 3 | 4 | 024:170 | 09     |
| 4.  | FBC Treviso       | 10  | 3 | 3 | 4 | 010:190 | 09     |
| 5.  | AC Legnaghese     | 10  | 2 | 4 | 4 | 011:140 | 08     |
| 6.  | Calcio Schio 1905 | 10  | 2 | 4 | 4 | 014:170 | 08     |

#### Emilia-Romagna
| Pl. | Verein          | Sp. | S | U | N | Tore    | Punkte |
| --- | --------------- | --- | - | - | - | ------- | ------ |
| 1.  | SPAL Ferrara    | 6   | 3 | 3 | 0 | 012:500 | 09     |
| 2.  | Virtus Bologna  | 6   | 3 | 2 | 1 | 010:500 | 08     |
| 3.  | AC Parma        | 6   | 1 | 2 | 3 | 008:130 | 04     |
| 4.  | Piacenza Calcio | 6   | 1 | 1 | 4 | 007:140 | 03     |

#### Toskana
| Pl. | Verein                | Sp. | S | U | N | Tore    | Punkte |
| --- | --------------------- | --- | - | - | - | ------- | ------ |
| 1.  | Pro Livorno           | 10  | 7 | 1 | 2 | 020:800 | 15     |
| 2.  | FC Lucca              | 10  | 5 | 3 | 2 | 025:100 | 13     |
| 3.  | Libertas Firenze      | 10  | 5 | 2 | 3 | 011:150 | 12     |
| 4.  | FC Esperia Viareggio  | 10  | 5 | 1 | 4 | 018:160 | 11     |
| 5.  | SC Prato              | 10  | 1 | 3 | 6 | 011:180 | 05     |
| 6.  | Club Sportivo Firenze | 10  | 1 | 2 | 7 | 006:240 | 04     |

### Halbfinale

#### Gruppe 1
| Pl. | Verein          | Sp. | S | U | N | Tore    | Punkte |
| --- | --------------- | --- | - | - | - | ------- | ------ |
| 1.  | US Novese       | 4   | 3 | 1 | 0 | 012:400 | 07     |
| 2.  | Petrarca Padova | 4   | 1 | 2 | 1 | 005:500 | 04     |
| 3.  | Pro Livorno     | 4   | 0 | 1 | 3 | 003:110 | 01     |

#### Gruppe 2
| Pl. | Verein             | Sp. | S | U | N | Tore    | Punkte |
| --- | ------------------ | --- | - | - | - | ------- | ------ |
| 1.  | SG Sampierdarenese | 4   | 2 | 1 | 1 | 004:300 | 05     |
| 2.  | SPAL Ferrara       | 4   | 2 | 1 | 1 | 008:700 | 05     |
| 3.  | Esperia FC         | 4   | 0 | 2 | 2 | 006:800 | 02     |

Die SG Sampierdarenese qualifizierte sich aufgrund des gewonnenen direkten Vergleiches fürs nationale Endspiel.

### Finale
Die Endspiele um die italienische Fußballmeisterschaft 1921/22 der FIGC fanden am 7. Mai 1922 in Genua, am 14. Mai 1922 in Novi Ligure sowie das Entscheidungsspiel am 21. Mai 1922 in Cremona statt.
|                    | Gesamt |           | Hinspiel | Rückspiel | Entscheidungsspiel |
| ------------------ | ------ | --------- | -------- | --------- | ------------------ |
| SG Sampierdarenese | 1:2    | US Novese | 0:0      | 0:0       | 1:2                |

Damit gewann die US Novese die italienische Fußballmeisterschaft 1921/22 der FIGC, was den ersten und bis heute einzigen großen Titel des Vereins bedeutete.

### Meistermannschaft
- Silvio Stritzel
- Luigi Vercelli
- Gaetano Grippi
- Emilio Bonato
- Leonida Bertucci
- Mario Toselli
- Carietto Gambarotta
- Ettore Neri
- Luigi Cevenini III
- Aristodemo Santamaria I
- Giuseppe Asti

## Meisterschaft der CCI

### Lega Nord

#### Gruppe 1
| Pl. | Verein          | Sp. | S  | U | N  | Tore    | Punkte |
| --- | --------------- | --- | -- | - | -- | ------- | ------ |
| 1.  | SG Pro Vercelli | 22  | 17 | 2 | 3  | 061:140 | 36     |
| 2.  | Novara Calcio   | 22  | 12 | 6 | 4  | 047:190 | 30     |
| 3.  | FC Bologna      | 22  | 11 | 5 | 6  | 044:220 | 27     |
| 4.  | AC Mantova      | 22  | 11 | 2 | 9  | 040:340 | 24     |
| 5.  | SG Andrea Doria | 22  | 11 | 1 | 10 | 036:320 | 23     |
| 6.  | Juventus Turin  | 22  | 7  | 8 | 7  | 027:320 | 22     |
| 7.  | Hellas Verona   | 22  | 10 | 2 | 10 | 029:360 | 22     |
| 8.  | US Milanese     | 22  | 6  | 8 | 8  | 024:290 | 20     |
| 9.  | AC Mailand      | 22  | 7  | 4 | 11 | 029:360 | 18     |
| 10. | US Livorno      | 22  | 7  | 3 | 12 | 023:410 | 17     |
| 11. | AC Spezia       | 22  | 5  | 6 | 11 | 021:310 | 16     |
| 12. | Vicenza Calcio  | 22  | 2  | 3 | 17 | 018:730 | 07     |

#### Gruppe 2
| Pl. | Verein         | Sp. | S  | U  | N  | Tore    | Punkte |
| --- | -------------- | --- | -- | -- | -- | ------- | ------ |
| 1.  | CFC Genua      | 22  | 16 | 5  | 1  | 061:130 | 37     |
| 2.  | US Alessandria | 22  | 9  | 10 | 3  | 041:240 | 28     |
| 3.  | Pisa SC        | 22  | 12 | 3  | 7  | 053:280 | 27     |
| 4.  | FC Modena      | 22  | 12 | 2  | 8  | 034:330 | 26     |
| 5.  | Calcio Padova  | 22  | 10 | 3  | 9  | 030:360 | 23     |
| 6.  | AS Casale      | 22  | 7  | 6  | 9  | 033:270 | 20     |
| 7.  | AC Legnano     | 22  | 7  | 6  | 9  | 028:290 | 20     |
| 8.  | FBC Savona     | 22  | 9  | 2  | 11 | 028:330 | 20     |
| 9.  | FBC Turin      | 22  | 6  | 8  | 8  | 021:290 | 20     |
| 10. | AC Venedig     | 22  | 7  | 3  | 12 | 019:450 | 17     |
| 11. | FBC Brescia    | 22  | 6  | 3  | 13 | 019:330 | 15     |
| 12. | Inter Mailand  | 22  | 3  | 5  | 14 | 029:660 | 11     |

#### Finale
Die Endspiele um die italienische Fußballmeisterschaft 1921/22 der FIGC fanden am 7. Mai 1922 in Genua, am 14. Mai 1922 in Novi Ligure sowie das Entscheidungsspiel am 21. Mai 1922 in Cremona statt.
|           | Gesamt |                 | Hinspiel | Rückspiel |
| --------- | ------ | --------------- | -------- | --------- |
| CFC Genua | 1:2    | SG Pro Vercelli | 0:0      | 1:2       |

Damit war die SG Pro Vercelli als Sieger der Lega Nord für das nationale Finale um die italienische Meisterschaft des Verbandes CCI qualifiziert.

### Lega Sud

#### Latium
| Pl. | Verein             | Sp. | S  | U | N  | Tore    | Punkte |
| --- | ------------------ | --- | -- | - | -- | ------- | ------ |
| 1.  | Fortitudo Roma     | 16  | 13 | 2 | 1  | 035:100 | 28     |
| 2.  | Alba Roma          | 16  | 11 | 2 | 3  | 038:130 | 24     |
| 3.  | Juventus Audax Rom | 16  | 8  | 4 | 4  | 045:260 | 20     |
| 4.  | Lazio Rom          | 16  | 8  | 4 | 4  | 037:260 | 20     |
| 5.  | US Romana          | 16  | 5  | 4 | 7  | 024:290 | 14     |
| 6.  | Audace Roma        | 16  | 4  | 4 | 8  | 032:420 | 12     |
| 7.  | Roman FC           | 16  | 4  | 4 | 8  | 024:390 | 12     |
| 8.  | Pro Roma           | 16  | 2  | 4 | 10 | 015:370 | 08     |
| 9.  | SSD Tivoli         | 16  | 2  | 2 | 12 | 020:520 | 06     |

#### Marken
| Pl. | Verein           | Sp. | S | U | N | Tore    | Punkte |
| --- | ---------------- | --- | - | - | - | ------- | ------ |
| 1.  | AC Anconitana    | 4   | 4 | 0 | 0 | 018:200 | 08     |
| 2.  | Vigor Senigallia | 4   | 3 | 1 | 0 | 013:600 | 07     |
| 3.  | AC Maceratese    | 4   | 0 | 1 | 3 | 003:100 | 01     |
| 3.  | Helvia Recina    | 4   | 0 | 0 | 4 | 006:160 | 0      |

#### Kampanien
| Pl. | Verein                | Sp. | S  | U | N  | Tore    | Punkte |
| --- | --------------------- | --- | -- | - | -- | ------- | ------ |
| 1.  | FC Puteolana          | 12  | 12 | 0 | 0  | 034:300 | 24     |
| 2.  | FC Savoia             | 12  | 9  | 0 | 3  | 040:140 | 18     |
| 3.  | Internazionale Napoli | 12  | 5  | 2 | 5  | 013:160 | 12     |
| 4.  | AC Neapel             | 12  | 5  | 1 | 6  | 015:230 | 11     |
| 5.  | Ilva Bagnolese        | 12  | 3  | 4 | 5  | 013:240 | 10     |
| 6.  | AC Stabia             | 12  | 4  | 1 | 7  | 014:240 | 09     |
| 7.  | US Salernitana        | 12  | 0  | 0 | 12 | 004:290 | 0      |

#### Apulien
| Pl. | Verein             | Sp. | S | U | N | Tore    | Punkte |
| --- | ------------------ | --- | - | - | - | ------- | ------ |
| 1.  | Audace Taranto     | 6   | 4 | 1 | 1 | 016:700 | 09     |
| 2.  | Pro Italia Taranto | 6   | 3 | 2 | 1 | 011:600 | 08     |
| 3.  | Liberty Bari       | 6   | 2 | 2 | 2 | 013:800 | 06     |
| 4.  | Veloce Taranto     | 6   | 0 | 1 | 5 | 001:200 | 01     |

#### Sizilien
| Pl. | Verein            | Sp. | S  | U | N  | Tore    | Punkte |
| --- | ----------------- | --- | -- | - | -- | ------- | ------ |
| 1.  | FBC Palermo       | 10  | 10 | 0 | 0  | 037:500 | 20     |
| 2.  | Libertas Palermo  | 10  | 6  | 0 | 4  | 018:160 | 12     |
| 3.  | US Messinese      | 10  | 4  | 2 | 4  | 031:190 | 10     |
| 4.  | Umberto I Messina | 10  | 4  | 2 | 4  | 012:210 | 10     |
| 5.  | SC Messina        | 10  | 3  | 2 | 5  | 016:220 | 08     |
| 6.  | Vigor Trapani     | 10  | 0  | 0 | 10 | 003:340 | 0      |

#### Finale

##### 1. Runde
|              | Gesamt |               | Hinspiel | Rückspiel |
| ------------ | ------ | ------------- | -------- | --------- |
| FC Puteolana | 3:1    | AC Anconitana | 3:0      | 0:1       |

##### 2. Runde
|                | Ergebnis |                |
| -------------- | -------- | -------------- |
| Fortitudo Roma | 4:1      | Audace Taranto |

##### 3. Runde
|                | Ergebnis |              |
| -------------- | -------- | ------------ |
| Fortitudo Roma | 2:0      | FC Puteolana |

Damit komplettierte Fortitudo Roma als Sieger der Lega Sud das Endspiel um die nationale Meisterschaft der CCI und traf dort auf die SG Pro Vercelli.

### Finale
|                 | Gesamt |                | Hinspiel | Rückspiel |
| --------------- | ------ | -------------- | -------- | --------- |
| SG Pro Vercelli | 8:2    | Fortitudo Roma | 3:0      | 5:2       |

Damit gewann die SG Pro Vercelli die italienische Fußballmeisterschaft 1921/22 der CCI. Dies war der siebente Meistertitel für den heutigen Drittligisten.

### Meistermannschaft
- Mario Curti
- Virginio Rosetta
- Piero Bossola (IV)
- Remigio Milano (IV)
- Giuseppe Parodi
- Antonio Perino
- Ugo Ceria
- Mario Ardissone (II)
- Arturo Gay (I)
- Alessandro Rampini (II)
- Francesco Borello
- Trainer: Guido Ara